# Liste d'accidents ferroviaires en Suisse
Cette liste d'accidents ferroviaires en Suisse est une liste non exhaustive des accidents de chemin de fer survenus en Suisse.

## Introduction
C'est en 1848 que les premiers trains circulèrent en Suisse, entre Zurich et Baden. Depuis cette époque, l'histoire ferroviaire suisse a enregistré de nombreuses catastrophes plus ou moins importantes. Toutefois, si l'on considère le nombre de voyageurs transportés chaque année et la densité du réseau suisse (l'un des plus denses du monde), le bilan, pour tragique qu'il soit sur le plan humain, est relativement modéré.
La plus grave catastrophe enregistrée par les compagnies de chemins de fer a eu lieu le 14 juin 1891 près de Münchenstein où un pont construit par Gustave Eiffel céda sous le poids d'un train de voyageurs. On dénombra 71 morts et plus de 178 blessés.
Depuis 1871, en plus de 140 ans d'exploitation, il y a eu, selon la liste ci-dessous, 62 accidents ferroviaires, causant la mort de 349 personnes (dont 116, uniquement entre 1871 et 1902) et environ 1 500 personnes blessées. Ces chiffres ne tiennent pas compte des personnes décédées en franchissant les voies de chemins de fer. Le dernier accident ferroviaire ayant entraîné de très nombreux morts eut lieu en 1982, lorsqu'un train a percuté un car de touristes allemands sur un passage à niveau non fermé, où ne se trouvaient pas de barrières automatiques, mais manuelles. Il y eut 39 morts.
À titre de comparaison, les routes en Suisse tuent chaque année environ 350 personnes. En 2012, sur la route, il y a eu 18 148 accidents routiers ayant causé des dommages corporels, causant la mort de 339 personnes et 4 202 personnes grièvement blessées.
| Années          | 1871 - 1899 | 1900 - 1909 | 1910 - 1919 | 1920 - 1929 | 1930 - 1939 | 1940 - 1949 | 1950 - 1959 | 1960 - 1969 | 1970 - 1979 | 1980 - 1989 | 1990 - 1999 | 2000 - 2009 | 2010 - 2019 | Total |
| --------------- | ----------- | ----------- | ----------- | ----------- | ----------- | ----------- | ----------- | ----------- | ----------- | ----------- | ----------- | ----------- | ----------- | ----- |
| Nombre de morts | 116         | 6           | 6           | 20          | 13          | 55          | 7           | 16          | 32          | 60          | 9           | 5           | 4           | 349   |

## XIXesiècle

### Avant 1880

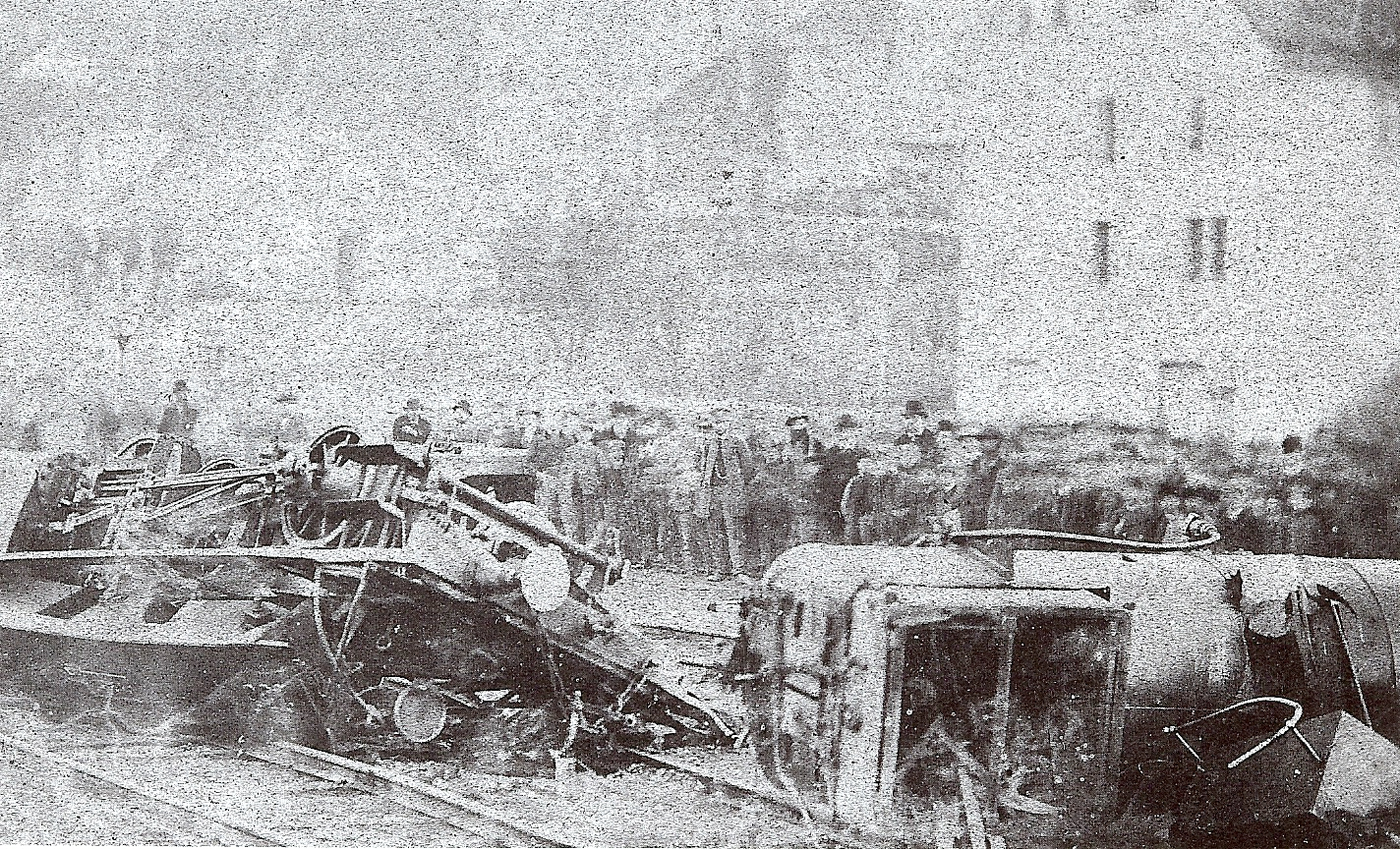
30 novembre 1876 - Wädenswil

22 mars 1871 : Collision en gare de Colombier entre un train de militaires et un train de marchandises, 23 morts et 72 blessés.
7 juillet 1876 : Un accident de train de la Compagnie Suisse - Occidentale près de Palézieux, quatre morts et trois blessés.
30 novembre 1876 : La locomotive 253 du Wädenswil-Einsiedeln-Bahn testant le système d'engrenage Welti est devenue hors de contrôle et se renversa en gare de Wädenswil, deux morts et plusieurs blessés.
31 décembre 1879 : Deux locomotives déraillent en gare de Vonwil à Saint-Gall, deux morts et neuf blessés.

### 1880 à 1899

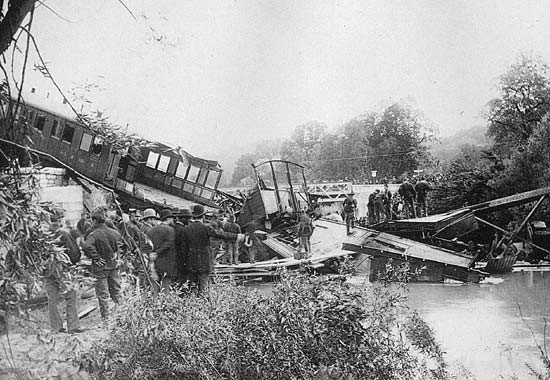
14 juin 1891 - Münchenstein

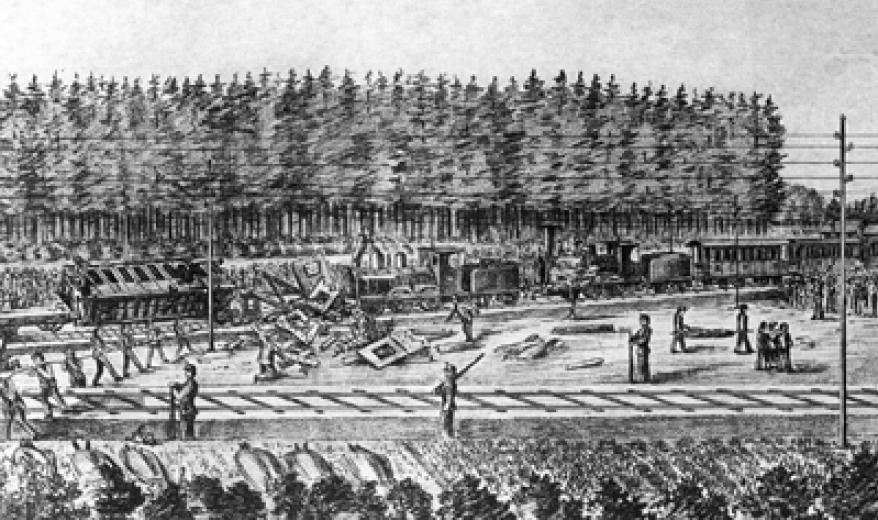
17 août 1891 Zollikofen

15 février 1888 : Une avalanche a enseveli à Wassen six travailleurs de chemin de fer, cinq d'entre eux meurent.
14 juin 1891 : Un pont sur la Birse près de Münchenstein construit par Gustave Eiffel cède sous le poids du train. Cet événement, actuellement la plus grande catastrophe ferroviaire en Suisse, fit 71 morts et 170 blessés,. Il y avait 582 voyageurs dans le train, et 270 voyageurs durent leur salut au fonctionnement des freins, car cinq wagons demeurèrent sur les rails.
17 août 1891 : Collision de deux trains de la compagnie Simplon-Jura en gare de Zollikofen, 14 morts et 122 blessés.
30 mai 1898 (Lundi de Pentecôte). Un train du Schweizerische Centralbahn percute un groupe d'ouvriers travaillant sur la voie à la sortie sud du Gütschtunnels à Lucerne, sept morts et quatre blessés graves.
5 juin 1899 : Un train de nuit des Schweizerische Nordostbahn entre en collision avec deux locomotives du Schweizerische Centralbahn en gare d'Aarau, deux morts et trois blessés graves.

## XXesiècle

### 1900 à 1910
21 novembre 1903 : Palézieux, un train de la compagnie Simplon-Jura entre en collision avec une locomotive de manœuvre, six morts et trois blessés.

### 1911 à 1920

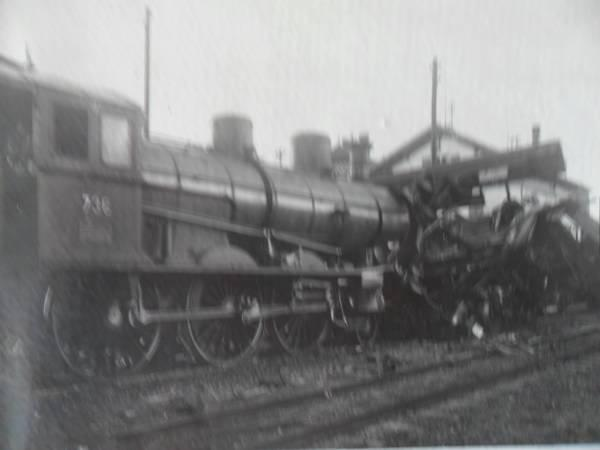
17 août 1915 - Accident à Dietikon

17 août 1915 : l'express Genève-Zurich entre en collision avec un train local en gare de Dietikon, six morts et 26 autres grièvement blessés.
28 juin 1916 : en gare de Ausserholligen à Berne, un train du Bern-Schwarzenburg-Bahn a déraillé et un wagon s'est alors renversé faisant un mort et 20 blessés.
29 avril 1917 : deux wagons d'un train des Chemins de fer rhétiques sont ensevelis par une avalanche près de Davos Platz. Ceux-ci sont dégagés par des pompiers grisons et des soldats allemands placés à Davos devant être échangés contre des soldats français au travers des bons offices de la Confédération, 10 morts.

### 1920 à 1929
- 21 mars 1923 : à la suite d'un mauvais aiguillage, un train déraille à Willisau, un mort et de nombreux blessés[6].
- 3 mai 1923 : déraillement d'un train de la Compagnie du Gürbetal à Wabern, trois morts et 13 blessés.
- 23 avril 1924 : collision de trains à Bellinzone, 15 morts et de nombreux blessés. Un incendie s'est déclaré dans certains wagons du fait de l'éclairage à gaz[7].

### 1921 à 1930
23 avril 1924 : à la suite d'inondations, un train déraille près d'Interlaken, un mort et sept blessés.
23 avril 1924 : deux trains se collisionnent à Bellinzone, tuant 15 personnes et entraînant un incendie dans les wagons en raison des fuites de gaz de l’installation d’éclairage

### 1931 à 1940

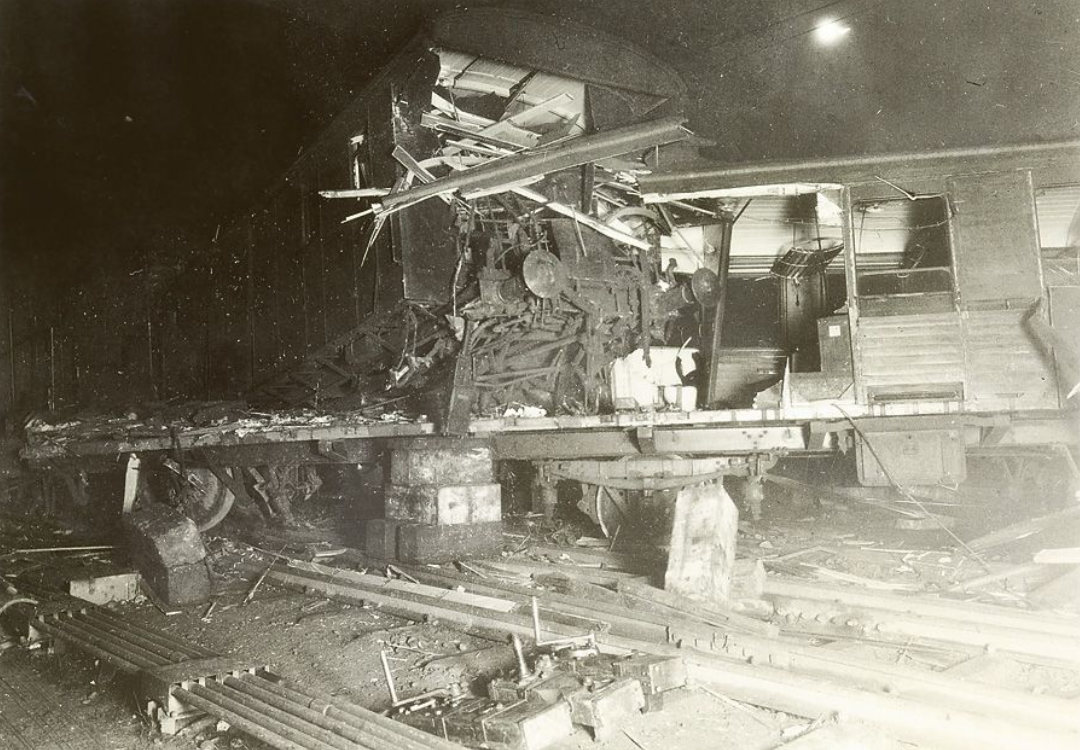
17 décembre 1932 - Oerlikon

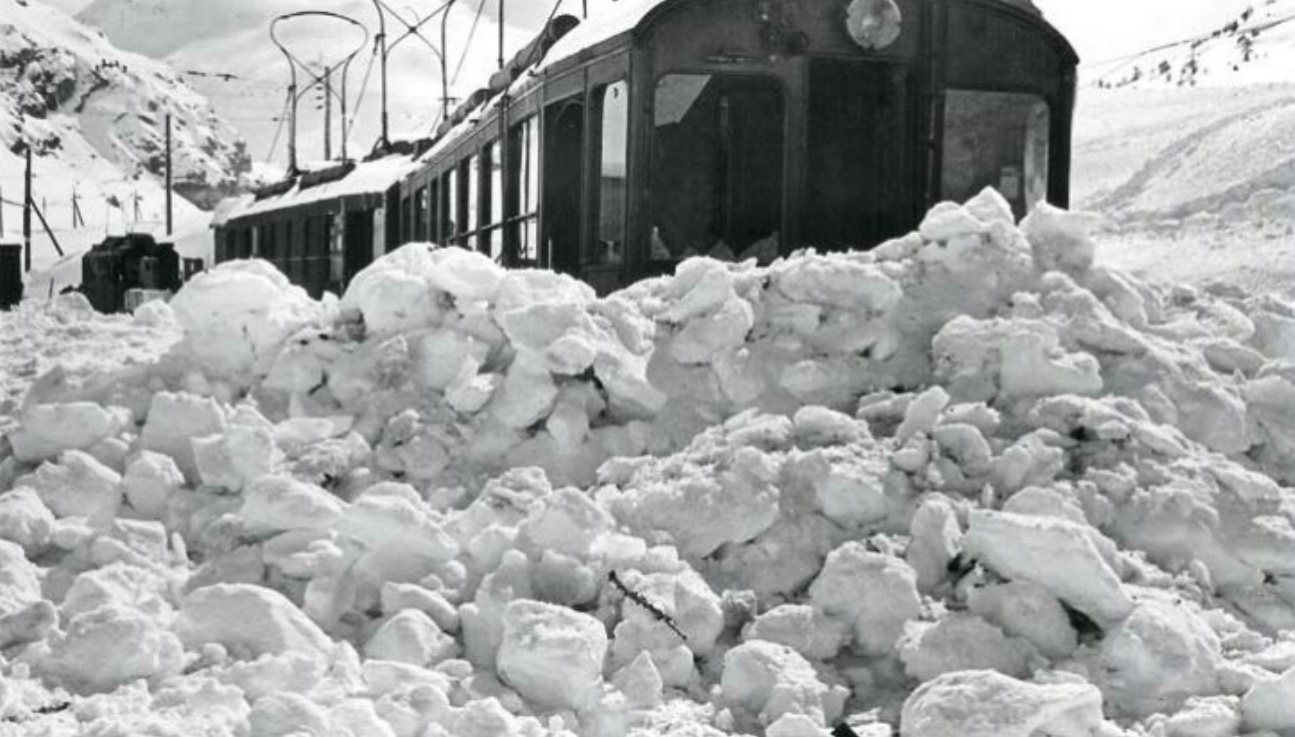
28 février 1937 - Alp Grüm

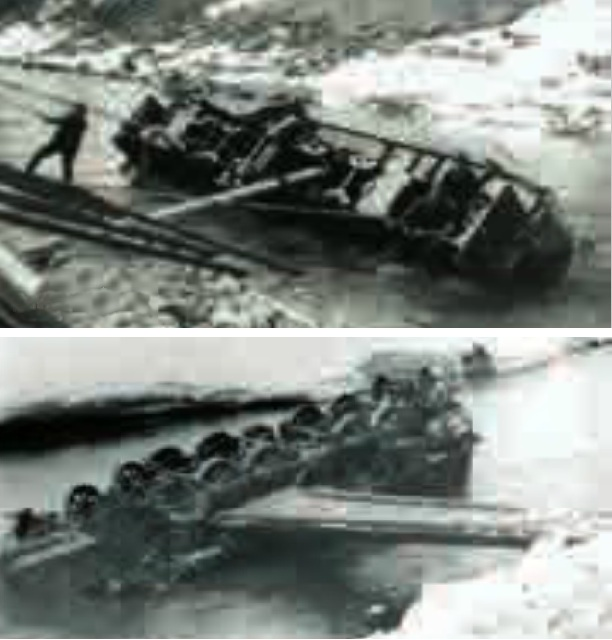
Mai 1937 - Zernez

16 novembre 1931 : des ouvriers travaillent à la construction des murs de protection contre les chutes de pierres près de Goppenstein. Le câble du treuil a touché la caténaire provocant un choc électrique, quatre morts.
13 décembre 1932 : collision de trains dans le tunnel de Gütsch près de Lucerne, six morts et 27 blessés. Cet accident a donné lieu à la mise en œuvre du système Integra-Signum dans toute la Suisse.
17 décembre 1932 : un train express de Zurich entre en collision avec une locomotive de manœuvre à Oerlikon, quatre morts et 16 blessés.
22 mars 1934 : la locomotive de pousse d'un train de déneigement de la Ligne de la Bernina, fermée pour des raisons de tempêtes, fut ensevelie par une avalanche. Deux morts.
28 février 1937 : à Alp Grüm, une avalanche est venue heurter un train de la Ligne de la Bernina. En voulant le dégager avec un autre, des câbles ont alors pris feu. Trois morts.
19 mars 1937 : à la suite de chutes de pierres, la locomotive Ge 4/6 no 391 des Chemins de fer rhétiques déraille entre Zernez et Susch dans le Canton des Grisons et s'écrase dans l'Inn, un mort et un blessé grave. La locomotive fut récupérée deux mois après.

### 1941 à 1950

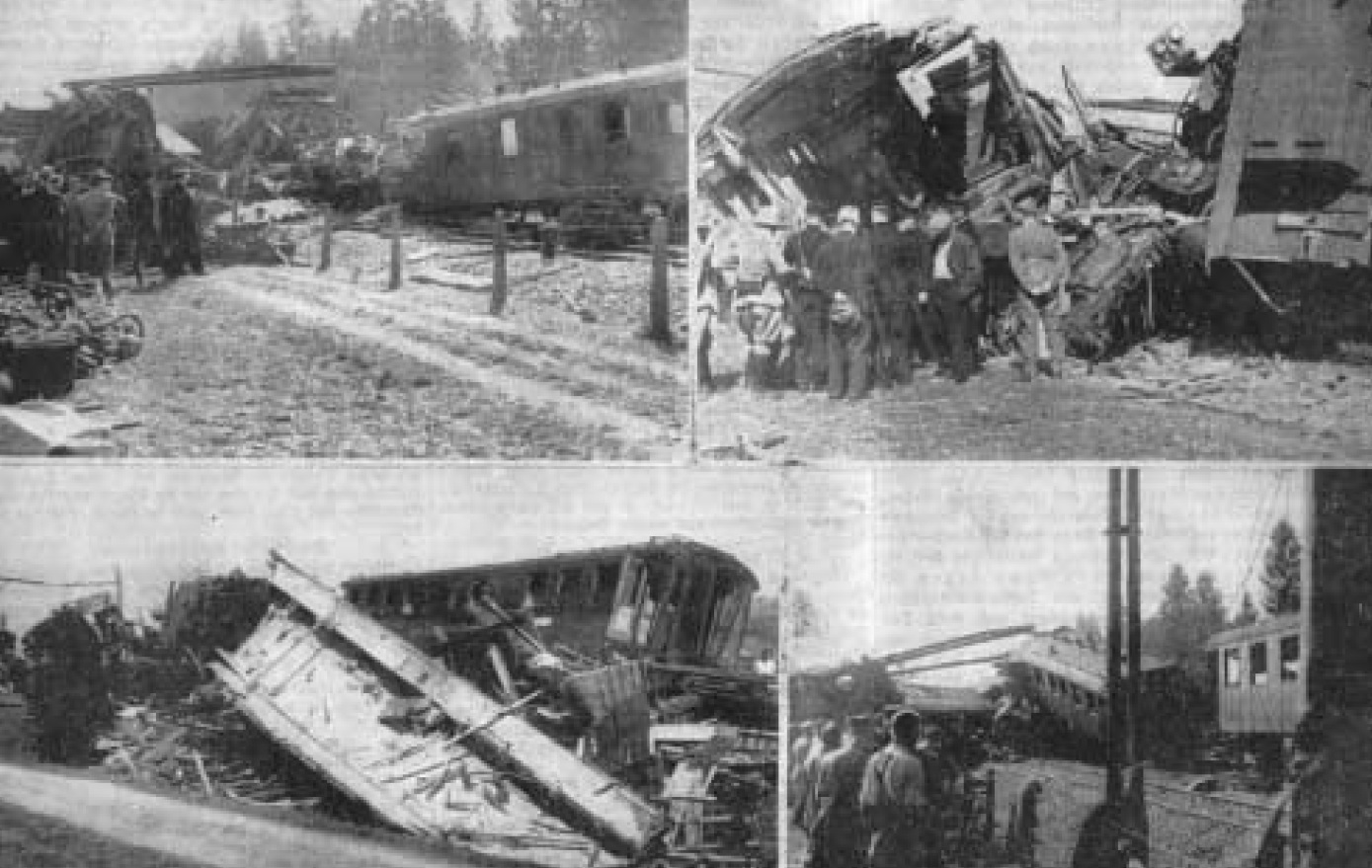
23 septembre 1941 - Wichtrach

- 19 mai 1941 : collision de trains de marchandise à Münsingen, un blessé.
- 29 juillet 1941 : déraillement d'un train de marchandise peu avant le tunnel de Pianotondo entre Lavorgo und Giornico.
- 23 septembre 1941 : collision de trains à Wichtrach entre Thoune et Berne, 11 morts et 14 blessés.
- 25 septembre 1941 : catastrophe de Chillon : une partie de l'un des ouvrages minés (omi : ouvrage d'art incorporant en permanence de l'explosif) du barrage de Chillon explose à proximité de la halte de Veytaux ce qui provoque la destruction de la voie et de la route cantonale. Un train de marchandises qui passait au même moment a été partiellement recouvert et dérailla. Six personnes sont tuées : une sentinelle, le mécanicien du train de marchandise, un chef de train et trois personnes de passage. Le trafic routier et ferroviaire sera rétabli une dizaine de jours après le drame. La voie du tramway VMCBV ne sera rétablie qu’en avril 1942.
- 5 octobre 1941 : accident entre deux trains du Forchbahn, un mort et quatre blessés.
- 2 octobre 1942 : collision de trains à Tüscherz près de Bienne, 11 morts et une dizaine de blessés.
- 26 juillet 1947 : sur la ligne du Sud-Est à Einsiedeln, deux trains se sont télescopés, 10 morts et 73 blessés.
- 22 février 1948 : un convoi du Schweizerische Südostbahn déraille et s'écrase contre un entrepôt de Wädenswil, 21 morts et 40 blessés.
- 4 septembre 1949 : en gare d'Heimberg, un train déraille, un mort et sept blessés.
- 27 mai 1950 : à Maroggia, une Ce 6/8III et l'Ae 4/6 10807 entre en collision frontale, deux morts[12].

### 1951 à 1960
- 3 janvier 1951 : à la station Alp Grüm, la BCe 4/4 no 9 des Chemins de fer rhétiques est emportée dans un fossé par une avalanche, un mort.
- 1er mai 1952 : en gare de Villeneuve, une flèche rouge percute à 70 km/h un train de voyageurs vide stationné en gare, trois morts, 26 blessés.
- 1er août 1952 : la Ge 4/4 no 602 des Chemins de fer rhétique déraille à Bever en raison d'un excès de vitesse et s'écrase sur la route principale, deux morts et quatre blessés
- 11 août 1952 : en gare d'Interlaken-Est, un train direct du BLS percute un train mal arrêté, quatre morts et dix blessés[13]
- 7 janvier 1958 : Train 141 Brig-Bâle, la locomotive et le fougon postal déraillent et dévalent le talus, trois blessés légers mais la locomotive a dû être remontée pièce par pièce[14].
- 15 septembre 1959 : un train, tracté par une RBe 4/4 déraille près de Gland après le franchissement d'un passage à niveau et seul le wagon-restaurant s'est couché, un blessé[15]

### 1961 à 1970
- 24 août 1966 : un train de la compagnie des Chemins de fer électriques de Vevey, déraille, 15 blessés.
- 16 avril 1968 : un train de la Compagnie de chemin de fer jurassien déraille près du tunnel de Bollement, 12 blessés.
- 24 juin 1968 : collision d'un train de voyageurs et d'un train de marchandises près de Saint-Léonard (Valais), 13 morts et 103 blessés.
- 17 décembre 1968 : collision entre deux trains de marchandises entre Côme et Chiasso, trois morts.
- 21 avril 1969 : un train de voyageurs composé d'une locomotive Ae 3/6 I et de deux voitures fauche un camion de transport de bois à un passage à niveau entre Galmiz et Morat: cinq morts, les deux occupants du camion et les trois cheminots de la locomotive. Le camion a remarqué trop tard les feux clignotants du PN et n'a pas pu s'arrêter.
- 2 juin 1969 : collision de trains près de la gare de Sembrancher sur la ligne de Chemins de fer Martigny–Orsières, un mort[16].
- 26 juin 1969 : en gare de Saint-Maurice, la rupture d'un essieu provoque le déraillement d'un train de marchandises, un mort[17].

### 1971 à 1980
- 7 juillet 1970 : collision de trains de la Compagnie de chemin de fer de Vevey, 40 blessés.
- 18 janvier 1971 : deux trains entrent en collision entre Herrliberg et Feldmeilen, six morts et 17 blessés.
- 25 mars 1971 : collision entre deux trains de banlieue à Uetikon, 16 blessés.
- 22 juillet 1971 : un train déraille dans le tunnel du Simplon, cinq morts et 48 blessés.
- 31 octobre 1972 : accident ferroviaire en gare de Saint-Triphon, quatre morts[18].
- 29 août 1973 : à la suite d'un déraillement, un wagon a produit une collision à Saint-Prex, sept blessés.
- 26 mars 1974 : la voiture restaurant du convoi percute par le flanc le rocher entre les deux tubes du tunnel des Esserteux à la sortie de la gare de Choindez en direction de Delémont, trois morts et 27 blessés. La voiture s'est retrouvée avec un bogie sur chacune des deux voies de circulation après qu'un aiguillage en cours réparation a tourné alors qu'elle le franchissait[19].
- 14 février 1976 : Collision de deux trains entre Essert-sous-Champvent et Valeyres-sous-Montagny dans une courbe sans visibilité, sept morts et 40 blessés.
- 23 juillet 1976 : Le train "Riviera-Express" qui relie Dortmund à Vintimille, déraille à la sortie du Tunnel du Simplon, on déplore six morts et 34 blessés.
- 31 janvier 1977 : Un déraillement à Schmitten, un mort et 16 blessés.
- 30 août 1979 : Près de Littau une collision de trains, huit blessés.

### 1981 à 1990
- 16 juillet 1982 : à la suite d'un éboulement sur la voie près de Roches sur la ligne Bâle Genève, le train déraille. Il y a eu qu'un blessé.
- 18 juillet 1982 : Télescopage du direct Dortmund-Rimini et d'un train de marchandises à Othmarsingen dans le Canton d'Argovie, six morts et 59 blessés.
- 14 septembre 1982 : Un train pulvérise un car de touristes allemands sur un passage à niveau non fermé à Pfäffikon, 39 morts et 10 blessés.
- 1er septembre 1984 : Collision de trains de la Compagnie Martigny - Orsières (MO), à Martigny, six morts et une trentaine de blessés.
- 26 avril 1985 : Deux convois de Regionalverkehr Bern-Solothurn sont entrés en collision près de Deisswil, quatre morts et 16 blessés.
- 14 septembre 1985 : Collision entre un trains de voyageurs et un convoi de deux locomotives à Bussigny, près de Lausanne, cinq morts et 56 blessés.
- 18 février 1987 : Un train régional Genève-La Plaine, tracté par une BDe 4/4 II, n'arrive pas à s'arrêter et heurte le butoir de la voie 5 (cul-de-sac) en gare de Genève-Cornavin, 16 blessés[20].
- 7 juin 1988 : Collision à Concise d'un train direct et d'une locomotive, deux blessés.
- 16 février 1990 : Collision à Saxon entre un train international et un train de chantier, trois morts et 12 blessés.

### 1991 à 2000
- 28 janvier 1994 : une voiture pilote de l'AOMC se couche à la suite d'une rafale de vent entre Villy et Corbier. Deux blessés légers[21].
- 21 mars 1994 : un train heurte un wagon-grue à Däniken, neuf morts et 20 blessés.
- 29 juin 1994 : Gare de Lausanne, un train de marchandises, dont plusieurs wagons de matières chimiques dangereuses, déraille. Il n'y a pas eu de mort mais la gare a été bloquée du 29 juin au 1er juillet. Seulement 11 personnes ont été blessées légèrement[22].
- 23 septembre 1994 : Prise en écharpe d'un bus scolaire par un train de manœuvre en gare de Payerne: un enfant de 11 ans tué, huit autres écoliers blessés. Les barrières du passage à niveau étaient ouvertes.

## XXIesiècle

### 2001 à 2010

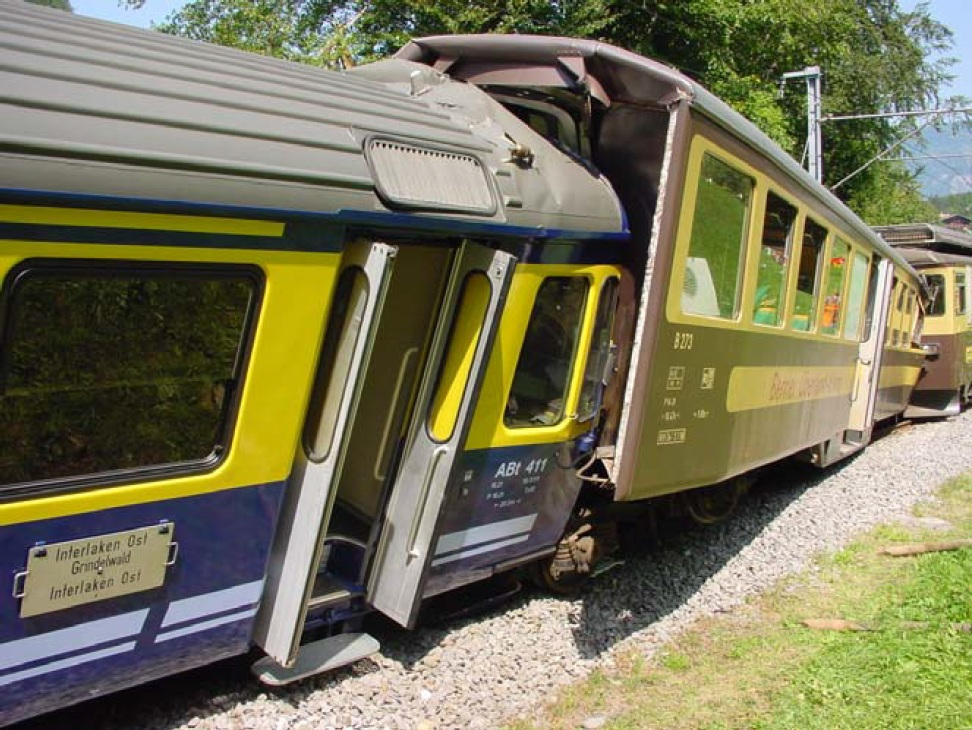
7 août 2003 - Gsteigwiler

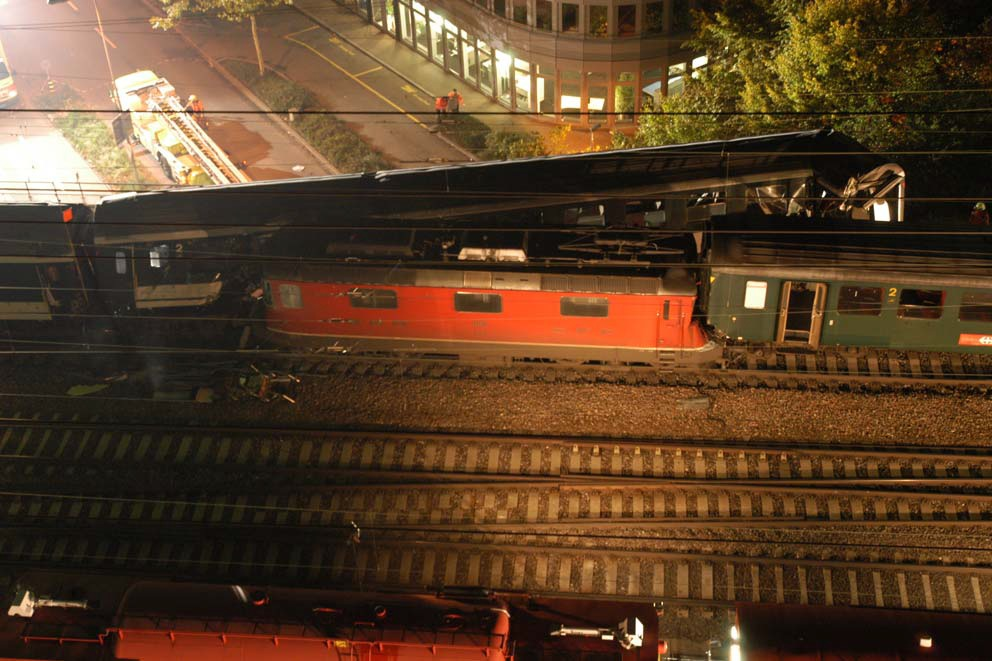
24 octobre 2003 - Oerlikon

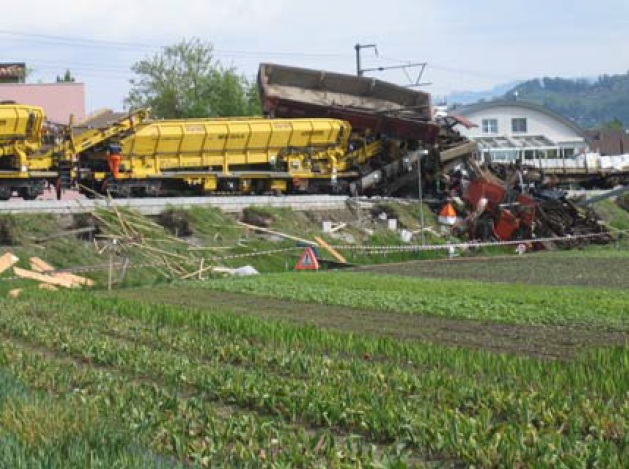
17 mai 2006 - Dürrenast

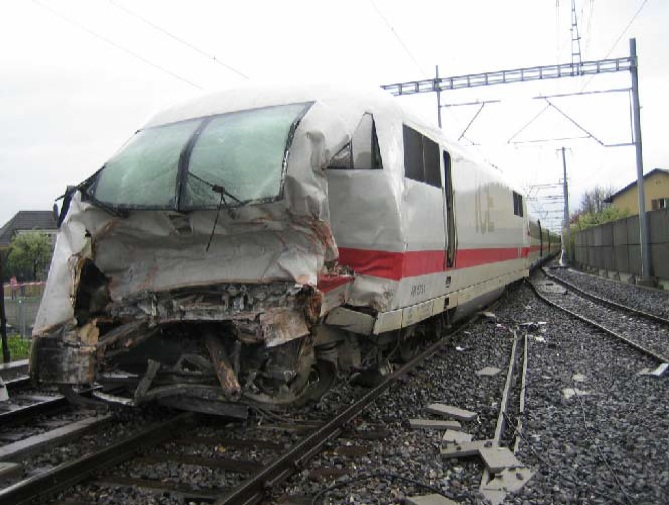
28 avril 2006 - Thoune

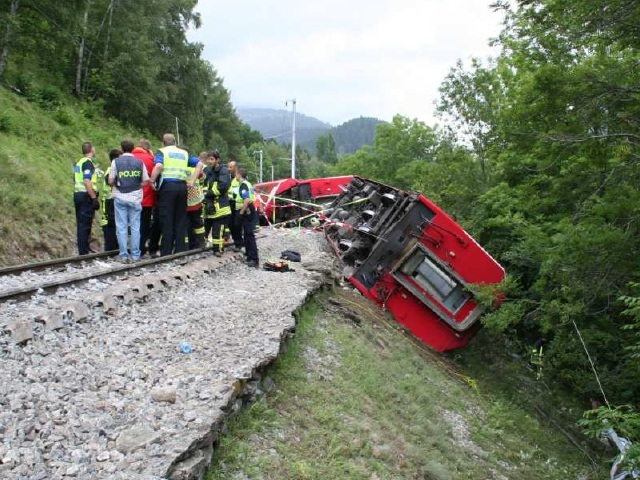
23 juillet 2010 - Vallée de Conches (VS)

- 7 août 2003 : collision de deux trains du Chemin de fer de l'Oberland bernois à Gsteigwiler, un mort et 64 blessés.
- 24 octobre 2003 : collision de deux trains dans la gare de Zurich-Oerlikon, un mort et 60 blessés. Un feu rouge non respecté est à l'origine de l'accident. De plus, le freinage automatique d'urgence n'a pas fonctionné[23].
- 24 février 2004 : un train régional percute un Unimog à un passage à niveau non gardé à Walterswil, deux morts
- 22 juin 2005 : dans la plus grande panne de son histoire, le réseau ferroviaire suisse (CFF et BLS) a été totalement paralysé durant trois heures entre 18 heures et 21 heures. Plus de 100 000 voyageurs sont restés bloqués, parfois à l'intérieur de voitures dont la climatisation ne fonctionnait plus. La situation a été normalisée durant la nuit. Le 23 juin 2005, une nouvelle panne a frappé le réseau, uniquement en Suisse romande.
- 28 avril 2006 : deux locomotives Re 465 du BLS en service de manœuvre en gare de Thoune percute un ICE 1 de la Deutsche Bahn, huit blessés et de gros dégâts matériels[24].
- 17 mai 2006, accident ferroviaire de Dürrenast (de), un train de chantier sans freins de la compagnie BLS dévale une ligne sur 31 km de manière incontrôlée et entre en collision avec un autre train de chantier à Thoune-Dürrenast. L'accident a été causé par une erreur dans le raccordement des conduites de freins lors d'une modification de composition du train. L'accident causera la mort des trois personnes présentes à bord[25],[26].
- 19 janvier 2007 : Près de Wasserauen, dans le canton d'Appenzell Rhodes-Intérieures, un train a été renversé par un vent violent. Il n'y avait pas de passagers, seul le conducteur a souffert d'un choc et de contusions[27].
- 23 juillet 2010 : déraillement du Glacier Express après une vitesse excessive en sortie de courbe, dans la Vallée de Conches en Valais, un mort et 42 blessés.

### 2011 à 2020

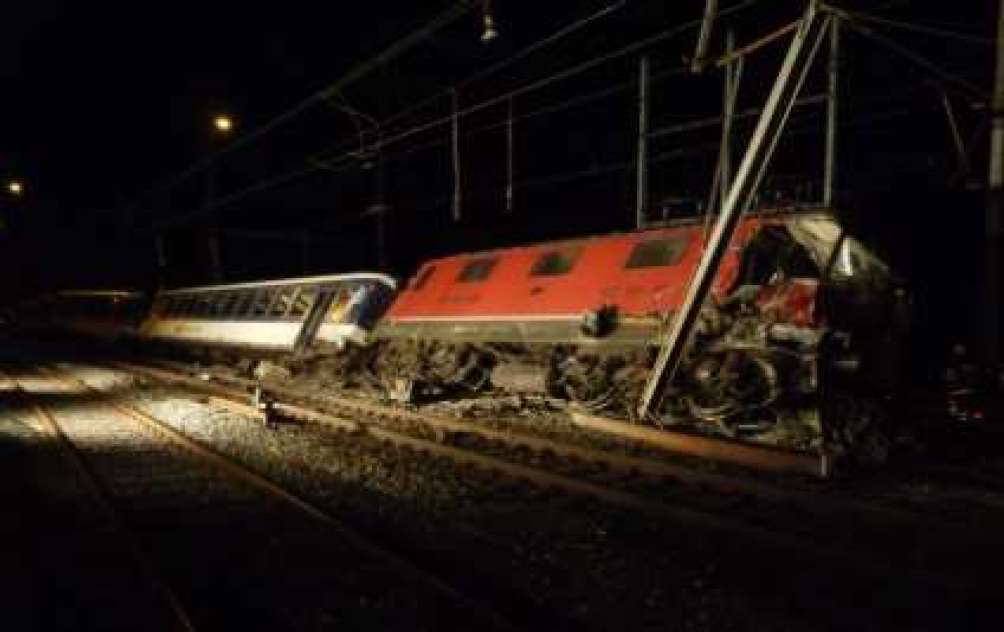
6 octobre 2011 - Olten

- 9 juin 2011 : un train de marchandise du BLS prend feu dans le tunnel du Simplon. De gros dégâts mais pas de mort, ni blessé.
- 8 août 2011 : un train régional et une locomotive de manœuvre sont entrés en collision à Döttingen (Canton d'Argovie). Gros dégâts et une douzaine de personnes ont été blessées.
- 11 septembre 2011 : un train de la compagnie des Chemins de fer rhétiques (RhB) a déraillé entre Coire et Ilanz. Des dégâts et trois blessés.
- 6 octobre 2011 : collision entre deux trains régionaux des CFF à Olten. Des dégâts et trois blessés dont un très grièvement.
- 10 janvier 2013 : collision entre deux trains régionaux des CFF à Neuhausen am Rheinfall à 7 h 30. Des dégâts et plusieurs blessés (17).
- 2 février 2013 : un train déraille à la suite d'un glissement de terrain entre Châtillens et Ecublens-Rue, pas de blessé.
- 7 mars 2013 : une locomotive de manœuvre plonge dans la Venoge à Penthalaz, pas de blessés.
- 8 mars 2013 : un train de marchandises déraille à Bern-Bümpliz à la suite d'une défaillance technique, empiète dans le gabarit et touche légèrement un S-bahn du BLS et coupe la ligne Berne-Fribourg, graves perturbations du trafic, pas de blessés.
- 13 mars 2013 : Le premier train du matin entre en collision avec une navette déjà à quai à la gare de Genève-Aéroport, pas de blessés.
- 17 mai 2013 : Collision entre un train régional en manœuvre qui a empiété sur le parcours d'un train de marchandises à Martigny, dégâts matériels.
- 29 juillet 2013 : Accident ferroviaire de Granges-près-Marnand. Une collision frontale entre deux trains de voyageurs près de Granges-près-Marnand (VD), sur la ligne de chemin de fer Palézieux-Payerne a fait un mort, qui s'est avéré être l'un des conducteurs de l'un des trains et 35 blessés dont cinq graves. L'accident s'est produit alors qu'un train n'avait pas respecté la signalisation lumineuse à la sortie de la gare de Granges-près-Marnand[28].

25 novembre 2013 : Mörel dans la Vallée de Conches, un train de la ligne ferroviaire Matterhorn-Gotthard Bahn est entré en collision avec une voiture de livraison. Le train a déraillé et il y a 11 blessés.
- 13 août 2014 : Tiefencastel dans le canton des Grisons, un train de la compagnie des Chemins de fer rhétiques a déraillé à la sortie d'un tunnel, à la suite d'un glissement de terrain, sur la ligne de l'Albula. Il y a 11 blessés dont cinq graves, un des blessés est décédé à l'hôpital[30].
- 20 février 2015 : Rafz dans le canton de Zurich, deux trains, un S-Bahn et un Interregio, sont entrés en collision latérale sur un aiguillage près de la gare de Rafz. Il y a six blessés dont un grave[31].
- 18 mars 2015 : Près de la gare d'Arth - Goldau, sur de la diagonale d’échange de Brunnmatt, une collision par l'arrière entre deux trains de chantier a fait un mort et un blessé[32].
- 25 avril 2015 : Près de Daillens, un train de marchandise déraille, cinq wagons-citerne contenant des produits chimiques se renversent sur le côté. Le contenu de l'un, 25 tonnes d'acide sulfurique, s'est écoulé dans la nature. Il n'y a pas de blessé et la population n'a pas été mise en danger, vu la zone très peu peuplée où a eu lieu l'accident. Il y a d'importants dégâts matériels à la ligne du Pied-du-Jura, et à la ligne Lausanne-Vallorbe, elles sont coupées entre Eclépens et Cossonay pendant plusieurs jours. Par la suite, un autre accident aurait pu avoir lieu lors du transport des 50 tonnes d'acide sulfurique, comme l'a révélé le 15 juin 2015, l'association des médecins pour l'environnement. En effet, lors de l'évacuation de l'acide sulfurique dans un wagon avec une cuve en acier pour Syngenta à Monthey, sa destination initiale, distant d'environ 70 kilomètres, Syngenta l'a refusé. Décision a alors été prise par les CFF, d'envoyer l'acide sulfurique à l'usine CABB, à Schweizerhalle, d'où l'acide sulfurique était parti. Mais lors de ce second transport, l'acide sulfurique a provoqué au contact de l'acier de la cuve, de la corrosion, et une réaction avec dégagement d'hydrogène a eu lieu, ce qui aurait pu provoquer, mélangé à l'oxygène dans l'air, une explosion au simple contact d'une étincelle. À Schweizerhalle, des pompiers spécialisés en risques chimiques sont intervenus pour faire baisser la pression, car le wagon citerne fumait. Les CFF ont déclaré après coup, que la cuve en acier suffisait selon eux, pour le transport jusqu'à Monthey, mais qu'il y a eu une erreur interne, et qu'ils auraient dû utiliser un wagon adapté pour le transport de Monthey à Schweizerhalle, distant d'environ 200 kilomètres[33].
- 13 mai 2015 : Une collision entre deux trains de marchandises près de la gare d'Erstfeld est survenue. Beaucoup de dégâts mais pas de blessé[34].
- 21 août 2015 : Un train-autos de la compagnie de chemin de fer Matterhorn-Gotthard Bahn a déraillé à l'entrée de la gare de Realp dans le canton d'Uri. Il n'y a pas eu de blessé mais de gros dégâts matériels[35].
- 20 février 2016 : Une collision s'est produite entre un train à vapeur et un engin de construction des voies à la gare de Sihlbrugg (ZG), il y a eu 16 blessés dont deux graves[36].
- 21 mai 2016 : Une collision s'est produite sur un passage à niveau gardé entre un train ICE de la Deutsche Bahn et un car autrichien transportant des touristes, à Interlaken, dans le canton de Berne, il y a eu 17 blessés, tous passagers du car[37].
- 1er septembre 2016 : Un train du Matterhorn-Gotthard Bahn circulant sans voyageurs a déraillé peu après la gare d'Andermatt, dans les gorges des Schöllenen. Beaucoup de dégâts matériels uniquement[38].
- 22 mars 2017 : Un déraillement d'un Eurocity reliant Milan à Bâle s'est produit à la sortie de la gare de Lucerne. Il y a eu sept blessés dans l'accident[39].
- 11 septembre 2017 : Une locomotive percute des wagons à l'arrêt en gare d'Andermatt lors d'une manœuvre, à la suite d'une erreur d'aiguillage. De nombreux blessés (30) dont 18 enfants[40].
- 29 novembre 2017 : Un train ICE de la Deutsche Bahn arrivant de Hambourg et transportant quelque 500 passagers déraille à l'entrée de la gare de Bâle. Aucun blessé.
- 3 janvier 2018 : À Lenk, un wagon de la compagnie du Montreux-Oberland bernois a déraillé à cause du vent. Huit personnes ont été blessées, dont quatre enfants[41].
- 17 février 2019 : Un train ICE de la Deutsche Bahn venant de Berlin et transportant quelque 240 passagers déraille à la gare de Bâle. Aucun blessé grave[42].
- 4 août 2019 : Un contrôleur des CFF est décédé en restant coincé à cause d'une porte de wagon de type VU IV à Baden. Le système anti-pincement était défectueux. Il est possible que la protection ait été désactivée trop tôt et que la porte se soit donc refermée malgré la présence du contrôleur[43].
- 3 juillet 2020 : Un train régional et un train de ferroutage sont entrés en collision dans le tunnel de Stephan-Holzer entre Oberwald et Realp sur la ligne de chemin de fer du Matterhorn-Gotthard Bahn, il y a 11 voyageurs blessés[44].

### 2021 à 2030
- 12 mai 2021 : Deux trains (ABDeh 4/8 et le wagon à bagages Deh 4/4 II 94) du Matterhorn-Gotthard Bahn sont entrés en collision à l'entrée de la gare de Biel dans la vallée de Conches. De gros dégâts matériels mais pas de blessés[45].
- 31 mars 2023 : Deux déraillements de trains dans le canton de Berne font quinze blessés en raison de fortes rafales de vent. À Lüscherz, le wagon de tête du train de la compagnie Aare Seeland mobil s'est renversé sur la droite de la voie et a dévalé sur petit talus sur quelques mètres. Trois personnes qui se trouvaient dans le wagon qui s'est renversé, dont le chauffeur, ont été blessées. En tout, seize personnes se trouvaient dans le train au moment de l'accident. L'autre déraillement a eu lieu à Büren zum Hof. Le wagon de tête ainsi que deux autres wagons d'un train de la compagnie Regionalverkehr Bern-Solothurn se sont renversés. Douze personnes ont été blessées, dont trois enfants. Un homme est grièvement touché. Cinquante-quatre personnes se trouvaient dans le train. À noter que les deux trains ont déraillé sur des lignes à voie étroite[46].

- 19 mai 2025 : Une locomotive CFF Cargo (Re 420 334) a eu une collision avec une excavatrice ferroviaire à l'est de la ville de Saint-Gall. Trois blessés dont deux graves[47].

## Traduction
- (de) Cet article est partiellement ou en totalité issu de l’article de Wikipédia en allemand intitulé « Liste von Eisenbahnunfällen in der Schweiz » (voir la liste des auteurs).